# 679
679 (DCLXXIX) fue un año común comenzado en sábado del calendario juliano, en vigor en aquella fecha.

## Acontecimientos
- En enero o febrero, un terremoto de 7,5 sacude el norte de la isla de Kyushu, en Japón.
- Adomnán de Iona es nombrado abad de Iona.

## Nacimientos
- Zacarías, papa (fecha probable).

## Fallecimientos
- Eteldreda de Ely.
- Cenn Fáelad mac Aillila, erudito irlandés.